# Episodi di South Park (settima stagione)
La settima stagione di South Park, composta da 15 episodi, è stata trasmessa negli Stati Uniti, da Comedy Central, dal 19 marzo al 17 dicembre 2003.
L'edizione italiana è stata trasmessa su Paramount Comedy nel 2005.
Tutti gli episodi sono stati scritti e diretti da Trey Parker.
| nº | Titolo originale          | Titolo italiano           | Prima TV USA     |
| -- | ------------------------- | ------------------------- | ---------------- |
| 1  | Cancelled                 | Cancellato                | 19 marzo 2003    |
| 2  | Krazy Kripples            | Bande pazze               | 26 marzo 2003    |
| 3  | Toilet Paper              | Carta igienica            | 2 aprile 2003    |
| 4  | I'm a Little Bit Country  | Sono un po' country       | 9 aprile 2003    |
| 5  | Fat Butt and Pancake Head | Culone e faccia da torta  | 16 aprile 2003   |
| 6  | Lil' Crime Stoppers       | I piccoli ferma-crimine   | 23 aprile 2003   |
| 7  | Red Man's Greed           | L'avarizia del pellerossa | 30 aprile 2003   |
| 8  | South Park Is Gay         | South Park è gay!         | 22 ottobre 2003  |
| 9  | Christian Rock Hard       | I cristiani pestano duro  | 29 ottobre 2003  |
| 10 | Grey Dawn                 | Alba grigia               | 5 novembre 2003  |
| 11 | Casa Bonita               | Casa Bonita               | 12 novembre 2003 |
| 12 | All About Mormons         | Tutto sui mormoni         | 19 novembre 2003 |
| 13 | Butt Out                  | Culacchioni               | 3 dicembre 2003  |
| 14 | Raisins                   | Raisins                   | 10 dicembre 2003 |
| 15 | It's Christmas in Canada  | È Natale in Canada        | 17 dicembre 2003 |

## Cancellato
- Titolo originale: Cancelled

### Trama
Per un sogno fatto da Cartman e la scoperta di un'antenna installata all'interno del suo ano, i ragazzi scoprono che la Terra è protagonista di un reality che rischia di essere cancellato con conseguente distruzione del pianeta. Per evitare tutto ciò decidono di andare a parlare con chi gestisce la rete che trasmette lo show.

## Bande pazze
- Titolo originale: Krazy Kripples

### Trama
Jimmy e Timmy creano il club Gli Storpi, scoprendo così che a Denver esiste una gang omonima, a cui si uniscono riuscendo addirittura a farla riappacificare con una rivale. Intanto in città arriva l'attore Christopher Reeve che grazie alle cellule staminali, che succhia dal collo dei feti, riprende a camminare trovando però Gene Hackman come oppositore.

## Carta igienica
- Titolo originale: Toilet Paper

### Trama
Per vendicarsi della professoressa di arte che li ha messi in punizione, i quattro ricoprono la sua casa di carta igienica; tuttavia la loro colpevolezza rischia di essere scoperta per i sensi di colpa di Kyle.

## Sono un po' country
- Titolo originale: I'm a Little Bit Country

### Trama
Mentre gli adulti di South Park sono divisi tra chi è favorevole e chi no alla guerra in Iraq, gli alunni devono fare una ricerca sui padri fondatori, che Cartman compie a modo suo, facendosi folgorare da un videoregistratore con registrati vari documentari sul tema di The History Channel, finendo così in coma e facendo un sogno in cui si ritrova in mezzo ai padri fondatori nel 1776. Intanto le due fazioni litiganti continuano la loro protesta con un concerto contro la guerra e uno pro-guerra sullo stesso palco che si conclude quando arriva Cartman che porta il messaggio che ha sentito nel sogno da Benjamin Franklin: un paese per essere equilibrato deve far sì le guerre, ma allo stesso tempo accettare chi è contro; gli adulti allora accettano questa cosa cantando la canzone I'm a Little Bit Country con cui viene festeggiato anche il fatto che è il 100º episodio della serie.
- Guest star: Norman Lear (Benjamin Franklin)

## Culone e faccia da torta
- Titolo originale: Fat Butt and Pancake Head

### Trama
Per colpa di un pupazzo fatto con la sua mano, Cartman si ritrova a scontrarsi con Jennifer Lopez.

## I piccoli ferma-crimine
- Titolo originale: Lil' Crime Stoppers

### Trama
I ragazzi mettono su un'agenzia investigativa, attirando l'attenzione della polizia che chiede la loro collaborazione per mettere fine alle attività di un laboratorio di metanfetamina.

## L'avarizia del pellerossa
- Titolo originale: Red Man's Greed

### Trama
South Park viene comprata dai nativi che gestiscono il Three Feathers Indian Casino costringendo gli abitanti ad andare altrove. I ragazzi non ci stanno e decidono di radunare i cittadini per lottare e riprendersi la città.
- Guest star: Alex Glick (se stessa)

## South Park è gay!
- Titolo originale: South Park Is Gay

### Trama
In città inizia una lotta per la questione dell'essere o meno metrosessuali.

## I cristiani pestano duro
- Titolo originale: Christian Rock Hard

### Trama
I ragazzi stanno suonando con il loro gruppo rock a casa di Stan. Non sapendo che genere suonare per vendere molti dischi, Eric Cartman propone il rock cristiano: infatti lui ritiene che per vendere dischi con tale genere basta copiare canzoni del passato ed inserire la parola "Jesus", così i cristiani penseranno che sia un inno al Cristianesimo e compreranno il disco. Kyle la ritiene un'idea sciocca, i due litigano e fanno una scommessa: se Eric riuscirà ad ottenere il disco di platino (ovvero un milione di copie vendute), Kyle dovrà dargli 10 dollari.
Eric forma un nuovo gruppo con Butters e Token e riesce, dopo essersi fatti notare durante un concerto in un mega-raduno cristiano, a vendere un milione di dischi. Intanto Kyle, Stan e Kenny, per trovare il loro stile musicale, scaricano musica illegalmente da Internet e vengono arrestati dall'FBI, che gli mostra gli effetti che ha lo scaricare la musica sulle star, costrette ad una vita di "lusso parziale". Rilasciati su cauzione, decidono di non suonare più, e quindi scioperare, fino a che non verrà più scaricata musica illegale. Alla protesta si uniscono anche altre musicisti, tra cui i Metallica e Britney Spears. Durante la protesta, a Kyle arriva una lettera da parte di Eric in cui viene invitato alla cerimonia di consegna al suo gruppo del disco di platino, che si ha l'indomani.
Il giorno dopo però, durante la consegna, si scopre che le band di rock cristiano non ricevono il disco di platino, ma il più cristiano "disco di mirra". Eric ha quindi perso la scommessa, si arrabbia e bestemmia davanti ai suoi fans, che vanno via sconcertati. Avendo poi speso tutti i soldi guadagnati con il gruppo per organizzare la cerimonia, Eric viene pure malmenato da Token ed insultato da Butters, rimanendo solo e dolorante sul palco.

## Vecchi Alla Riscossa
- Titolo originale: Grey Dawn

### Trama
Dopo che alcuni anziani di South Park hanno investito delle persone, i cittadini iniziano a mobilitarsi affinché la motorizzazione tolga loro le patenti di guida. Gli anziani di South Park, in particolare Marvin Marsh, il padre di Randy Marsh, non vogliono saperne di rinunciare alle loro patenti e così si riuniscono al centro ricreativo per decidere il da farsi. Randy Marsh viene a sapere della riunione degli anziani e si accorge con orrore che, una volta finita la riunione, tutti gli anziani si metteranno alla guida delle loro auto nello stesso momento. Nonostante gli allarmi e gli sforzi di Randy per salvare quanta più gente possibile, non riesce ad evitare che gli anziani causino un'ingente quantità di danni e di vittime per tutta South Park con le loro auto. Dopo questa vicenda, lo Stato del Colorado impone a tutti gli anziani di riconsegnare le proprie patenti.
Marvin Marsh, nonostante non abbia più la sua patente, si mette comunque alla guida della sua auto per andare a ritirare una nuova sedia a rotelle e per questo viene fermato dall'agente Barbrady ed arrestato, soprattutto per aver portato con sé suo nipote Stan assieme ai suoi amici. In prigione, Marvin ha un'accesa discussione con il figlio Randy, venuto per pagargli la cauzione, e lo avverte che non rimarrà dietro le sbarre ancora per molto: il nonno ha appena chiamato i membri la AARP (Associazione Americana dei Pensionati), gruppo per i diritti civili dei pensionati, che presto giungerà a South Park per sistemare la faccenda. Poco dopo, infatti, numerosissimi membri della AARP (una vera e propria organizzazione paramilitare costituito da anziani armati fino ai denti) si paracadutano su South Park, prendono in ostaggio tutti i cittadini non anziani e liberano il nonno di Stan e tutti gli anziani dalle loro case di riposo. I militari arrivano e gli anziani elencano le loro richieste per la liberazione della città, tra cui quella di riavere le patenti di guida. Nonostante Marvin avesse chiesto l'aiuto della AARP solo per le patenti di guida, Bill Stewart, l'autoritario leader della AARP, non si accontenta ed ambisce a conquistare l'intero paese, mirando addirittura ad un genocidio di massa.
Nel frattempo Stan, Kyle, Cartman e Kenny, che sono riusciti a non farsi catturare dagli anziani, si rifugiano nei boschi ed escogitano un piano per liberare la loro città. Cartman suggerisce di colpire i dissidenti nel loro punto debole, il Country Kitchen Buffet, il ristorante frequentato dagli anziani, in quanto morirebbero di fame una volta tagliato loro l'accesso ai viveri. Il piano ha successo: una volta sbarrate dall'interno le porte del Country Kitchen Buffet i membri della AARP non riescono più ad entrarvici ed iniziano a protestare fino a collassare per la fame, permettendo quindi all'esercito di arrestarli e sventare così il loro piano di conquista del paese.
In un ultimo confronto verbale tra Randy e Marvin, Stan interviene e li rimprovera entrambi: il nonno deve capire che, per quanto in buona fede, lui davvero non può più guidare, mentre Randy deve smettere di trattare suo padre come un bambino e parlargli con rispetto. I due uomini capiscono i reciproci sbagli e si riappacificano.

## Casa Bonita

### Trama
Kyle annuncia agli amici che per la sua festa di compleanno sua madre lo porterà insieme a tre amici al ristorante messicano Casa Bonita, il preferito di Eric. Cartman prega di invitarlo ma Kyle dice che porterà Butters perché Eric ha sempre avuto un comportamento antisemita nei suoi confronti. Cartman è disperato, ma Kyle si lascia persuadere e gli promette che lo inviterà nel caso Butters non potesse più presentarsi. Per liberarsi anche di questo ostacolo convince l'ingenuo Butters a chiudersi nel rifugio antiatomico di Jimbo per sopravvivere all'imminente collisione di un meteorite con la Terra. Cartman, facendo finta di non sapere nulla, si presenta con un regalo a casa di Kyle, che non vedendo Butters, finalmente lo invita alla festa. Prima di uscire di casa i genitori di Butters annunciano che il figlio è scomparso, perciò, in segno di rispetto, la festa viene rimandata al sabato seguente. Eric, per tenere Butters rinchiuso ancora per una settimana nel bunker, lo convince dicendogli che deve aspettare che l'aria esterna si decontamini dalle radiazioni del meteorite.
Quando la polizia dichiara di voler cercare il bambino anche in probabili nascondigli come i rifugi antiatomici, Eric porta Butters fuori coprendolo con uno scatolone, descrivendogli l'inesistente panorama post-apocalittico di South Park. Lo rinchiude poi in un frigo abbandonato che viene successivamente portato in discarica da un camion dei rifiuti. Quando esce dal frigorifero, Butters confonde la discarica con le macerie della città. Tenta quindi di ricostruire la città con i rifiuti e trova anche un cane, che adotta. Quando incontra l'addetta della discarica pensa che sia l'unica donna sopravvissuta sulla Terra e le propone di ripopolarla insieme a lui. Quando la donna gli rivela la verità, Butters chiama i genitori che denunciano Cartman alla polizia. Eric tenta comunque di godersi Casa Bonita per i pochi minuti che gli restano prima che i poliziotti lo mandino in riformatorio per una settimana, ma secondo lui ne è valsa la pena e non sembra minimamente preoccupato per quello che è successo.

## Tutto sui mormoni
- Titolo originale: All About Mormons

### Trama
Una nuova famiglia si è trasferita a South Park dallo Utah e il loro figlio Gary Harrison, di religione mormone è finito nella classe dei protagonisti, che lo odiano subito a prima vista a causa del suo carattere eccessivamente gentile. I ragazzi decidono che Stan dovrà dargli un calcio nel sedere, ma la cortesia di Gary porta Stan a non picchiarlo e, anzi, ad accettare il suo invito di cenare con lui e la sua famiglia quella sera.
Dopo la cena, gli Harrison fanno numerose attività insieme, come giocare ai giochi di società, suonare degli strumenti e, alla fine, leggono un passaggio dal Libro dei mormoni. Stan chiede ai suoi genitori delle delucidazioni in merito alla religione dei mormoni, così Randy si infuria, poiché crede che gli Harrison siano dei fanatici religiosi che hanno cercato di fare a Stan il lavaggio del cervello e convertirlo, decidendo così di presentarsi a casa loro per dare un calcio nel sedere al padre di Gary. Al contrario però, anche Randy è spiazzato dalla gentilezza della famiglia e decide quindi di convertirsi al mormonismo.
Nel corso dell'episodio, Stan e Randy pongono delle domande sulla religione dei mormoni e la storia principale si interrompe per far spazio ad una sotto trama in cui si narrano gli eventi accaduti a Joseph Smith in merito alla fondazione della religione. Per scopi satirici, la serie devia dai resoconti originali della fondazione del mormonismo, aggiungendo dettagli alle storie originariamente lasciate vaghe (ad esempio, il luogo esatto in cui Martin Harris ha smarrito la trascrizione del libro di Lehi datagli da Joseph Smith). Stan è convinto che qualcosa non quadra nella fondazione della religione dopo aver sentito che Joseph Smith non ha dato alcuna prova al pubblico di aver trovato le tavole d'oro e che sosteneva di aver fatto una traduzione leggermente differente dalla prima, che Martin Harris ha perso.
Stan accusa così gli Harrison di avere recitato la parte della famiglia perfetta e gentile per tutto il tempo, dicendo che sono riusciti a condizionare persone stupide come suo padre a credere nel mormonismo. Il giorno dopo, Gary incontra Stan e gli altri ragazzi, affermando che la sua religione non ha bisogno di essere fedele alla realtà, poiché supporta ancora i valori della famiglia, e condanna il loro bigottismo e la loro ignoranza, affermando che tutto quello che ha fatto è stato cercare di essere amico di Stan, ma quest'ultimo non è riuscito a guardare oltre la religione di Gary per essergli semplicemente amico, e finisce esclamando a Stan "succhiami le palle!" prima di congedarsi. L'episodio si conclude con Cartman che, con un nuovo rispetto per Gary, dice che è proprio forte.

## Butta La Cicca
- Titolo originale: Butt Out

### Trama
Alla scuola elementare di South Park è organizzato uno spettacolo di sensibilizzazione contro il fumo, dove gli artisti ne spiegano i pericoli mentre cantano e ballano, ma il risultato è così patetico da spingere i quattro protagonisti al tabagismo. Vengono quindi sorpresi dal Signor Mackey e nel tentativo di nascondere le sigarette, causano un incendio che distrugge la scuola. Per non finire in punizione i ragazzi danno la colpa del loro gesto ai produttori di tabacco, perciò i genitori decidono di chiamare in città il "più grande esperto nella lotta contro il fumo": Rob Reiner. Quest'ultimo arriva con grande sfarzo, ma subito si dimostra un uomo narcisita e di dubbia moralità, poiché già fin dall'inizio viene mostrato come ripeta in continuazione che il fumo è dannoso mentre continua ad ingozzarsi di cibo-spazzatura, causa della sua notevole obesità.
Quindi, mascheratosi, l'uomo porta i ragazzi alla fabbrica alla "Big Tobacco", la fabbrica di sigarette locale dove i ragazzi scoprono che le multinazionali nel tabacco mettono i consumatori a conoscenza dei rischi del fumo, lasciando la gente libera di decidere se fumare o meno. Subito dopo aver scattato una foto coi ragazzi, Reiner scappa via portandoli nella sua base, dove mostra loro come, per il "bene comune", abbia intenzione di modificare la foto che ha fatto in modo da far sembrare che i ragazzi nella fabbrica della Big Tobacco abbiano ricevuto sigarette e siano stati fatti fumare. Per questo Kyle capisce che Reiner e i suoi seguaci non sono gente di cui ci si possa fidare e consiglia agli amici di tirarsene fuori finché possono, ma Cartman, che invece è troppo attratto dalla possibilità di diventare famoso, decide di restare. 
Il giorno seguente Eric gira lo spot, ma da quello che gli fanno dire intuisce che Reiner e i suoi seguaci intendono ucciderlo con un dolcetto avvelenato per poter poi incolpare il fumo passivo, perciò scappa a casa di Stan per chiedere aiuto ai suoi amici, i quali lo portano a nascondersi nell'unico posto in cui la gente crederà alla malvagità di Rob Reiner: la fabbrica della Big Tobacco. Come previsto, l'intera città guidata da Reiner si dirige con fiaccole in mano verso la fabbrica, accusando i lavoratori di aver rapito i ragazzi per farli fumare. Fortunatamente per i quattro, Reiner ammette apertamente la propria intenzione di uccidere Eric per poterne fare un martire, convinto che la folla lo consideri un gesto legittimo, ma ovviamente tutti si rendono conto dell'assurdità di tale ragionamento, perciò Kyle, che fin da subito non era convinto che scaricare la colpa sui produttori di tabacco fosse una buona idea, dichiara che non è colpa di questi ultimi se la gente fuma, mentre quello che Reiner vuole non è il bene comune, ma soltanto imporre le proprie idee. Le parole del bambino convincono anche il resto della città a smettere di sostenere Reiner che è infine pugnalato da Eric con la forchetta che lui stava usando per mangiarsi un'intera torta, il quale inizia a sgonfiarsi letteralmente perché in realtà costituito solamente da colesterolo, che fuoriesce. Eric è salvo, ma avendo ormai ammesso la loro responsabilità per aver fumato, i quattro ragazzi sono messi in punizione.

## Raisins

### Trama

Bebe comunica a Stan triste notizia.

I ragazzi stanno giocando a football a scuola quando Bebe dice a Stan che la sua ragazza, Wendy, vuole rompere con lui. Stan soffre molto per questa cosa perché Wendy gli era sempre piaciuta. Il ragazzo tuttavia cerca in tutti modi di riconquistare Wendy ma scopre che questa si è messa con Token e diventa ancora più depresso. Per distrarlo, i ragazzi lo portano al Raisins, un locale dove le cameriere sono delle ragazzine con un trucco pesante (una ovvia parodia di Hooters). Questa idea non aiuta molto Stan, che continua a pensare a Wendy. Tuttavia Butters si innamora di una delle cameriere, Lexus, anche se lei lo allontana e fa finta di avere interesse per lui. Stan è sempre più depresso, e decide di unirsi ai ragazzi goth della scuola che sono ossessionati dall'essere anticonformisti.
Nel frattempo Butters è al verde perché spende tutti i soldi al Raisins. I suoi genitori, sollevati dal sentire che il loro figlio non è omosessuale (infatti i due avevano fatto una scommessa a tal proposito), decidono di andare al Raisins per conoscere la sua "fidanzatina". Una volta lì i genitori capiscono che a Lexus non piace veramente Butters, svelando al loro figliolo che le ragazze del Raisins flirtano solo per avere mance più alte. Butters non crede a loro, ma Lexus gli chiarisce che non vuole avere niente a che fare con lui. Butters inizia a deprimersi come Stan: va all'aperto e piange sotto la pioggia. Vedendolo piangere i ragazzini dark gli propongono di unirsi alla loro compagnia. Butters, con un lungo discorso, rifiuta e fa cambiare idea a Stan, che scarica i dark. Il giorno dopo Stan ritorna normale e chiede agli altri ragazzi se vogliono giocare a football insieme. Quando Wendy e Token gli passano davanti, il ragazzino dà della troia a Wendy e fa il gesto del dito medio a Token. Kyle si congratula con l'amico per il ritorno alla normalità.

## È Natale in Canada
- Titolo originale: It's Christmas in Canada

### Trama
Mentre stanno festeggiando l'Hanukkah, la famiglia Brovlofski si vede arrivare in casa due canadesi che dicono di essere i coniugi Gintz, nonché genitori di Ike Brovlofski, che chiamano Peter e che hanno deciso di riportare nel loro Paese in base ad una nuova legge emanata dal primo ministro del Canada. Deciso a capire la questione, Kyle e i suoi amici partono alla volta di Ottawa con l'aereo di Tuong Li Kim. Una volta arrivati in Canada scoprono che il ministro ha deciso molti cambiamenti, come quello di sostituire i cavalli dei Mountie con le pecore. Una volta giunti nella capitale, il quartetto raggiunge il palazzo del Parlamento dove vedono il politico in questione che si rivela essere una sorta di essere soprannaturale a forma di testa fluttuante che, dopo aver rifiutato di annullare la legge sulle adozioni, vaporizza Kenny; Stan tuttavia scopre che la gigantesca testa del primo ministro non è altro che una sorta di ologramma comandato da Saddam Hussein, che viene arrestato facendo così annullare le leggi che aveva emanato, riportando il tutto alla normalità.